# 双塘镇 (新沂市)
双塘镇，是中华人民共和国江苏省徐州市新沂市下辖的一个乡镇级行政单位。

## 行政区划
双塘镇下辖以下地区：
刘庄村、孟庄村、古木村、丁集村、凉泉村、袁湖村、沙沟村、高塘村、叶庄村、钓台村、九墩村、双井村、段宅村和佃户村。